# Ветчининово
Ветчининово — село в Волоконовском районе Белгородской области. В составе Голофеевского сельского поселения.

## География
Расположено в юго-восточной части Белгородской области, на левом берегу реки Оскола, недалеко от трассы Волочаевка-Валуйки, в 11 км по прямой к югу от районного центра Волоконовки. Ближайшие населённые пункты: село Погромец на противоположном, правом берегу Оскола; ближайший крупный: расположенный выше по руслу Оскола посёлок Пятницкое (5,5 км к северу по автодороге).

## Население
| 1859 | 2002 | 2010 |
| ---- | ---- | ---- |
| 345  | ↘149 | ↘123 |

## Экономика, инфраструктура, ресурсы
Местный клуб. Несколько улиц: Центральная, Сосновая и Речная. Недалеко от села есть бор с грибными угодьями, лес еловый и сосновый, за которыми протекает река Оскол.